# Paradise Gardens
Paradise Gardens es una localidad de Trinidad y Tobago, que forma parte de la región de Tunapuna-Piarco.

## Geografía
La localidad abarca parte de la isla Trinidad y limita al norte con Caura, al sur con Tacarigua, al este con Kandahar y Tacarigua y al oeste con Caura y El Dorado.

## Demografía
Datos demográficos de la localidad de Paradise Gardens:
| Gráfica de evolución demográfica de Paradise Gardens entre 2000 y 2011 |
|                                                                        |